# تیم ملی بسکتبال مردان کالدونیای جدید
تیم ملی بسکتبال کالدونیای جدید نماینده کالدونیای جدید در مسابقات بین‌المللی است.